# Каранович, Никола
Никола Каранович (сербохорв. Никола Карановић / Nikola Karanović; 14 декабря 1914, Пркоси — 22 ноября 1991) — югославский военачальник, генерал-полковник, участник Второй мировой войны. Народный герой Югославии.

## Биография
Родился 14 декабря 1914 в селе Пркоси близ Босански-Петроваца в семье земледельцев. Окончил школу в Кулен-Вакуфе в 1927 году, до 1929 года занимался сельским хозяйством. Поступил в Школу младших офицеров, которую окончил в 1931 году. Нёс службу в Югославской королевской армии. Апрельскую войну встретил в Словении на должности командира взвода пулемётной роты. После капитуляции страны вернулся в своё село во избежание пленения.
В первые дни Народно-освободительной войны Никола был командиром отряда Човка, в декабре 1941 года вступил в КПЮ. С сентября 1941 года занимал должность заместителя командира Босанско-Петровацкого батальона. В апреле 1942 года возглавил 5-й Краинский партизанский отряд, в августе 1942 года стал командующим 3-й краинской пролетарской ударной бригады, через год возглавил 10-ю краинскую дивизию. В январе 1944 года Никола вступил на должность заместителя комарндира 5-го боснийского корпуса, возглавив его в конце года.
В бытность командиром Босанско-Петровацкого батальона, в январе 1942 года в Медене-Поле вместе со своими воинами Никола разгромил итальянский отряд, получив огнестрельное ранение после пулемётной очереди. Быстро восстановившись, он вернулся в строй. Будучи командиром 3-й бригады, принимал участие в битвах на Неретве и на Сутьеске. Бригада под его руководством удостаивалась личной благодарности от Иосипа Броза за помощь раненым в боях на Неретве. Боевой путь бригады прошёл через местечки Прень, Дрина, Ифсар, Сутьеска, Илияш и многие другие.
В послевоенные годы Каранович занимал различные высокие должности, дослужившись до звания генерал-полковника. Окончил Высшую военную академию. До конца жизни проживал в Хорватии. Скончался 22 ноября 1991 в Сплите. Был награждён рядом орденов и медалей, звание Народного героя получил 20 декабря 1951.